# Elisa Lisboa
Elisa Lisboa (Lisboa, São José, 8 de março de 1944), de nome completo Maria Elisa Magalhães Lisboa, é uma atriz e encenadora portuguesa.
É filha do distinto cantor de ópera José Eurico Corrêa Lisboa (Santa Justa, Lisboa, 31 de dezembro de 1912 — Campolide, Lisboa, 3 de fevereiro de 1981) e da professora Maria Isaura Belo de Carvalho Pavia de Magalhães (Mealhada, Luso, 6 de setembro de 1912 — Lisboa, 16 de junho de 2000) e neta materna do maestro Eduardo Pavia de Magalhães e da pianista Branca Belo de Carvalho.
Nos primeiros anos de atividade como atriz, trabalhou no Teatro Experimental de Cascais, Companhia Rey Colaço-Robles Monteiro, entre outros.
Em 1969, esteve para ser a cantora do tema "Desfolhada Portuguesa", que acabou por ganhar o Festival RTP da Canção na voz de Simone de Oliveira. Em 1974, gravou o single "Os Poetas/Velho Tio Tom", com a colaboração dos músicos do Quarteto 1111.
No teatro, destaca-se a sua passagem pelo Grupo Teatro Hoje (Teatro da Graça).
Foi professora de Interpretação na Escola Superior de Teatro e Cinema. Teve algumas participações em séries ou novelas televisivas, salientando-se a participação na novela Sabor da Paixão, da Rede Globo.
O seu último trabalho foi em A Impostora, uma telenovela da TVI.
Em 2017, sofreu um AVC, que, segundo uma amiga "lhe deu cabo da consciência", fazendo com que a atriz "não [esteja] lúcida e que "[se tenha esquecido] de muito vocabulário". Assim sendo, Elisa Lisboa reside, desde 2018, na Casa do Artista, em Lisboa.

## Televisão
- D. Quixote RTP 1967 '
- O Ausente RTP 1972
- A Importãncia de Ser Constante RTP 1972
- Tragédia da Rua das Flores RTP 1981 'miss Sarah'
- Cenas da Vida da Benilde RTP 1990 'Genoveva'
- Sozinhos em Casa RTP 1994 'Frau Rikova'
- Aniversário no Banco RTP 1999
- Sabor da Paixão TV Globo 2002/2003 'Fátima Oliveira'
- Morangos com Açúcar TVI 2006 'Henriqueta Baleizão'
- Floribella SIC 2006 'Cácá'
- Ilha dos Amores TVI 2007 'condessa Maria Amélia Machado da Câmara'
- Podia Acabar o Mundo SIC 2008 'Suzete Silva'
- Conta-me Como Foi RTP 2008/2009 'Perpétua Lopes'
- Feitiço de Amor TVI 2008/2009 'Inês'
- Liberdade 21 RTP 2009 'Rosa'
- Flor do Mar TVI 2009 'Quinta'
- Meu Amor TVI 2009/2010 'Inácia da Purificação'
- O Dez RTP 2010 'Matilde'
- Cidade Despida RTP 2010 'Emília'
- Regresso a Sizalinda RTP 2010
- Velhos Amigos RTP 2012
- Morte dos Tolos RTP 2012 'Maria Guinalda'
- Doce Tentação TVI 2012/2013 'Efigénia de Jesus'
- Mulheres TVI 2014 'mulher de Euclides'
- Bem-Vindos a Beirais RTP 2015 'Idalina'
- A Impostora TVI 2016 'Maria Amélia Martins'

## Cinema
- Sombras de uma Batalha - 1993
- Coisa Ruim - de Tiago Guedes e Frederico Serra - 2006
- Alasca - 2009
- Luz da Manhã - 2011
- Fábrica dos Sonhos - 2011
- A Primeira Ceia - 2011
- Os Últimos Dias - 2011
- A Teia de Gelo - 2012
- Axilas - 2016

## Teatro
- 1968 - Bodas de Sangue - Teatro Experimental de Cascais[4]
- 1969 - Maria Stuart- Teatro Experimental de Cascais[5]
- 1970 - Antepassados Precisam-se - Teatro Experimental de Cascais[6]
- 1970 - Um Chapéu de Palha de Itália - Teatro Experimental de Cascais[7]
- 1970 - O Rei Está a Morrer
- 1971 - O Duelo - Teatro da Trindade[8]
- 1971 - Quem Tem Medo de Virgínia Woolf? - Teatro Monumental[9]
- 1973 - O Concerto de Santo Ovídeo
- 1974 - Um Barco Para Ítaca - Casa da Comédia[10]
- 1976 - Os Amantes Pueris - Teatro da Graça [11]
- 1977 - O Equívoco - Teatro da Graça[12]
- 1979 - Os Sequestrados de Altona - Teatro São Luiz[13]
- 1984 - Gardel - El Dia Que Me Quieras - Teatro Ibérico[14]
- 1986 - Paixão - Teatro Nacional D. Maria II[15]
- 1986 -  As Lágrimas Amargas de Petra von Kant - Teatro da Graça
- 1987 - O País do Dragão - Teatro da Graça
- 1988 - Vieux Carré - Teatro da Graça[16]
- 1989 - O Filho do Ar - Teatro da Graça
- 1990 - Terminal Bar - Teatro da Graça[17]
- 1990 - Cenas da Vida de Benilde - Teatro da Graça
- 1992 - Estrelas na Manhã - Teatro da Graça
- 1995 - A Louca de Chaillot - Teatro Nacional D. Maria II
- 1996 - Bingo - Cenas de Dinheiro e da Morte - Teatro da Malaposta[18]
- 1997 - Haja Harmonia - Teatro da Malaposta[19]
- 1997 - O Campiello - Teatro da Malaposta[20]
- 1998 - Tio Vânia - Teatro da Malaposta[21]
- 1999 - A Boda dos Pequeno Burgueses - Teatro da Malaposta
- 2009 - Hedda Gabler - Dramax Oeiras
- 2010 - O Dia dos Prodígios - Teatro da Trindade[22]